# Вершинин, Алексей Платонович
Алексе́й Плато́нович Верши́нин (16 [28] мая 1871, Вятка, Российская империя — 22 февраля 1932, Вятка, СССР) — русский советский прозаик и  драматург.

## Биография

### Ранние годы
Алексей Платонович родился 16 (28) мая 1871 года в Вятке. Образование получил в реальном училище, но много занимался самообразованием.

### Начало творчества
Алексей написал пьесу[когда?]

, которая в 1891 поставлена в Вятском городском театре. К 1930 году, за авторством Вершинина числится уже сотня пьес, которые ставятся во многих театрах России, печатаются в журналах и печатаются отдельно.

### Признание
В 1922 году, в Вятке, отметили 35-летний юбилей литературной деятельности Вершинина. В. И. Немирович-Данченко прислал поздравление от Общества русских драматических писателей.
Пьеса «Белые вороны», ставилась на провинциальных сценах России свыше двухсот раз.

### Смерть
Умер в 1932 году в Вятке, похоронен на Богословском кладбище.